# Daniel Wachowiak
Daniel Wachowiak (* 18. Dezember 1989) ist ein deutscher Schauspieler.
Wachowiak wirkte in den Fernsehproduktionen Dr. Sommerfeld – Neues vom Bülowbogen, Schloss Einstein und Hallo Robbie! mit.
Heute ist er als Nachrichtenredakteur tätig.

## Filmografie

### Fernsehen
- 2001: Dr. Sommerfeld – Neues vom Bülowbogen (Rolle: Kim)
- 2002–2006: Schloss Einstein (Rolle: Leonard „Leon“ Diefenbach)
- 2008: Hallo Robbie! (Rolle: Helge Römitz)
- 2011: krimi.de – Folge: Schuldig (Rolle: Marcel)

### Kino
- 1997: Ein tödliches Verhältnis (Rolle: Leo)